# السخرة (ريوخة)
السُّخرة أو (نقحرة: أزوفرا) هي بلدية في مجتمع الحكم الذاتي ريوخة في إسبانيا.

## التأثيل
الاسم الإسباني الحالي مشتق من الكلمة العربية «السخرة»، والتي من شأنها أن تسجل الشكل الذي حصل به شخص ما على الملكية أو الوظيفة.